# 1965 no cinema

## Eventos
- Lançado o primeiro filme dos Trapalhões, Na Onda Do Iê-Iê-Iê.

## Principais filmes estreados
- Alphaville, de Jean-Luc Godard, com Eddie Constantine e Anna Karina
- Battle of the Bulge, de Ken Annakin, com Henry Fonda, Robert Shaw, Robert Ryan, Dana Andrews, George Montgomery, Pier Angeli, Charles Bronson e Telly Savalas
- Campanadas a medianoche, de e com Orson Welles e com Jeanne Moreau, John Gielgud e Fernando Rey
- Cat Ballou, de Elliot Silverstein, com Jane Fonda e Lee Marvin
- The Cincinnati Kid, de Norman Jewison, com Steve McQueen, Edward G. Robinson e Ann-Margret
- The Collector, de William Wyler, com Terence Stamp e Samantha Eggar
- Compartiment tueurs, de Costa-Gavras, com Yves Montand, Simone Signoret e Michel Piccoli
- Darling, de John Schlesinger, com Julie Christie, Laurence Harvey e Dirk Bogarde
- La decima vittima, de Elio Petri, com Marcello Mastroianni e Ursula Andress
- Doctor Zhivago, de David Lean, com Omar Sharif, Julie Christie, Geraldine Chaplin, Rod Steiger e Alec Guinness
- Giulietta degli spiriti, de Federico Fellini, com Giulietta Masina e Valentina Cortese
- The Great Race, de Blake Edwards, com Jack Lemmon, Tony Curtis, Natalie Wood e Peter Falk
- The Greatest Story Ever Told, de George Stevens, com Max von Sydow, Carroll Baker, José Ferrer, Charlton Heston e Martin Landau
- The Hallelujah Trail, de John Sturges, com Burt Lancaster, Lee Remick, Donald Pleasence e Martin Landau
- In Harm's Way, de Otto Preminger, com John Wayne, Kirk Douglas, Patricia Neal e Burgess Meredith
- Help!, de Richard Lester, com John Lennon, Paul McCartney, George Harrison e Ringo Starr
- The Heroes of Telemark, de Anthony Mann, com Kirk Douglas, Richard Harris e Michael Redgrave
- The Hill, de Sidney Lumet, com Sean Connery e Michael Redgrave
- The Ipcress File, de Sidney J. Furie, com Michael Caine
- Lásky jedné plavovlásky, de Miloš Forman
- Lord Jim, de Richard Brooks, com Peter O'Toole, James Mason e Curd Jürgens
- Major Dundee, de Sam Peckinpah, com Charlton Heston, Richard Harris e James Coburn
- Mirage, de Edward Dmytryk, com Gregory Peck, Diane Baker e Walter Matthau
- Paris vu par..., filme colectivo de Claude Chabrol, Jean-Luc Godard, Eric Rohmer e Jean Rouch
- Per qualche dollaro in più, de Sergio Leone, com Clint Eastwood, Lee Van Cleef, Gian Maria Volonté e Klaus Kinski
- Pierrot le fou, de Jean-Luc Godard, com Jean-Paul Belmondo e Anna Karina
- I pugni in tasca, de Marco Bellocchio
- Rękopis znaleziony w Saragossie, de Wojciech Has
- Repulsion, de Roman Polanski, com Catherine Deneuve
- Ship of Fools, de Stanley Kramer, com Vivien Leigh, Simone Signoret, José Ferrer e Lee Marvin
- The Slender Thread, de Sydney Pollack, com Sidney Poitier, Anne Bancroft, Telly Savalas e Edward Asner
- The Sons of Katie Elder, de Henry Hathaway, com John Wayne, Dean Martin e Dennis Hopper
- The Sound of Music, de Robert Wise, com Julie Andrews, Christopher Plummer e Eleanor Parker
- The Spy Who Came in from the Cold, de Martin Ritt, com Richard Burton e Claire Bloom
- Thunderball, de Terence Young, com Sean Connery, Claudine Auger e Adolfo Celi
- Vaghe stelle dell'Orsa..., de Luchino Visconti, com Claudia Cardinale
- Viva Maria!, de Louis Malle, com Brigitte Bardot e Jeanne Moreau
- Von Ryan's Express, de Mark Robson, com Frank Sinatra, Trevor Howard e Adolfo Celi
- What's New Pussycat, de Clive Donner, com Peter Sellers, Peter O'Toole, Romy Schneider, Capucine, Woody Allen e Ursula Andress

## Nascimentos
| Data            | Nome                 | Profissão                          | Nacionalidade  | Observações | Ref |
| --------------- | -------------------- | ---------------------------------- | -------------- | ----------- | --- |
| 22 de janeiro   | Diane Lane           | atriz                              | Estados Unidos |             |     |
| 28 de janeiro   | Marcello Antony      | ator                               | Brasil         |             |     |
| 1 de fevereiro  | Brandon Lee          | ator                               | Estados Unidos | m. 1993     |     |
| 7 de fevereiro  | Chris Rock           | comediante                         | Estados Unidos |             |     |
| 17 de fevereiro | Michael Bay          | diretor e ator                     | Estados Unidos |             |     |
| 23 de fevereiro | Kristin Davis        | atriz                              | Estados Unidos |             |     |
| 14 de março     | Kevin Williamson     | roteirista                         | Estados Unidos |             |     |
| 14 de março     | Aamir Khan           | ator, produtor e diretor de cinema | Índia          |             |     |
| 25 de março     | Sarah Jessica Parker | atriz                              | Estados Unidos |             |     |
| 4 de abril      | Robert Downey Jr.    | ator                               | Estados Unidos |             |     |
| 16 de abril     | Martin Lawrence      | ator e cineasta                    | Estados Unidos |             |     |
| 29 de abril     | Vincent Ventresca    | ator                               | Estados Unidos |             |     |
| 3 de maio       | Betty Gofman         | atriz                              | Brasil         |             |     |
| 20 de maio      | Paolo Seganti        | ator e desportista                 | Itália         |             |     |
| 31 de maio      | Brooke Shields       | atriz                              | Estados Unidos |             |     |
| 10 de junho     | Elizabeth Hurley     | modelo e atriz                     | Reino Unido    |             |     |
| 3 de julho      | Connie Nielsen       | atriz                              | Dinamarca      |             |     |
| 8 de julho      | Corey Parker         | ator                               | Estados Unidos |             |     |
| 26 de julho     | Jeremy Piven         | ator                               | Estados Unidos |             |     |
| 19 de agosto    | Maria de Medeiros    | actriz e cineasta                  | Portugal       |             |     |
| 19 de agosto    | Kyra Sedgwick        | actriz                             | Estados Unidos |             |     |
| 24 de agosto    | Marlee Matlin        | actriz                             | Estados Unidos |             |     |
| 3 de setembro   | Charlie Sheen        | ator                               | Estados Unidos |             |     |
| 15 de setembro  | Fernanda Torres      | atriz                              | Brasil         |             |     |
| 17 de setembro  | Bryan Singer         | diretor e cineasta                 | Estados Unidos |             |     |
| 19 de setembro  | Alexandra Vandernoot | atriz                              | Bélgica        |             |     |
| 26 de setembro  | Alexandra Lencastre  | actriz                             | Portugal       |             |     |
| 10 de outubro   | Chris Penn           | ator                               | Estados Unidos | m. 2006     |     |
| 15 de outubro   | Denise Fraga         | atriz                              | Brasil         |             |     |
| 2 de novembro   | Shahrukh Khan        | ator                               | Índia          |             |     |
| 5 de novembro   | Famke Janssen        | atriz                              | Países Baixos  |             |     |
| 27 de novembro  | Antônio Monteiro     | ator e palhaço                     | Brasil         |             |     |
| 30 de novembro  | Ben Stiller          | ator                               | Estados Unidos |             |     |
| 31 de Dezembro  | Gong Li              | atriz                              | China          |             |     |

## Mortes
| Data            | Nome              | Profissão                | Nacionalidade  | Observações | Ref |
| --------------- | ----------------- | ------------------------ | -------------- | ----------- | --- |
| 23 de fevereiro | Stan Laurel       | ator e cineasta          | Reino Unido    | n. 1890     |     |
| 3 de abril      | Ray Enright       | cineasta                 | Estados Unidos | n. 1896     |     |
| 7 de junho      | Judy Holliday     | atriz                    | Estados Unidos | n. 1921     |     |
| 22 de junho     | David O. Selznick | produtor cinematográfico | Estados Unidos | n. 1902     |     |
| 8 de setembro   | Dorothy Dandridge | atriz                    | Estados Unidos | n. 1922     |     |
| 10 de outubro   | Linda Darnell     | atriz                    | Estados Unidos | n. 1923     |     |